# Thesium rostratum
Thesium rostratum är en sandelträdsväxtart som beskrevs av Mert. & Koch. Thesium rostratum ingår i släktet spindelörter, och familjen sandelträdsväxter. Inga underarter finns listade i Catalogue of Life.